# Мончегорск
Мончего́рск — город (с 1937) в Мурманской области России. Административный центр муниципального округа город Мончегорск. Расположен в 115 км к югу от Мурманска. Население — 39 477 чел. (2023).
Распоряжением Правительства РФ от 29 июля 2014 года № 1398-р «Об утверждении перечня моногородов» город включён в категорию «Монопрофильные муниципальные образования Российской Федерации (моногорода), в которых имеются риски ухудшения социально-экономического положения».
Указом Президента Российской Федерации от 10 сентября 2021 года городу было присвоено звание «Город трудовой доблести».
Ведущее предприятие города — АО «Кольская горно-металлургическая компания» (площадка «Североникель», до 1998 года ОАО «Комбинат Североникель»; производство цветных металлов — никеля, меди, кобальта, а также драгоценных металлов (золото, серебро, металлы платиновой группы, палладий) — является дочерним Обществом ПАО ГМК «Норильский никель» мирового лидера по производству никеля. Обогатительные фабрики кроме местного сырья обрабатывают никелевую (файнштейн) руду из Норильска.

## Этимология
Названием город обязан реке Монча, окрестности которой издавна называли Мончетундра. Название «Монча» созвучно слову monče «красивый» из аккала-саамского языка.
Неправильно связывать название города с «ошибкой академика А. Е. Ферсмана»[прояснить]. После геологических экспедиций 1920-х годов под руководством академика были намечены работы по поискам медно-никелевых месторождений. Консультант треста «Североникель» (1934—1941) В. К. Котульский выявил основные месторождения.

## География

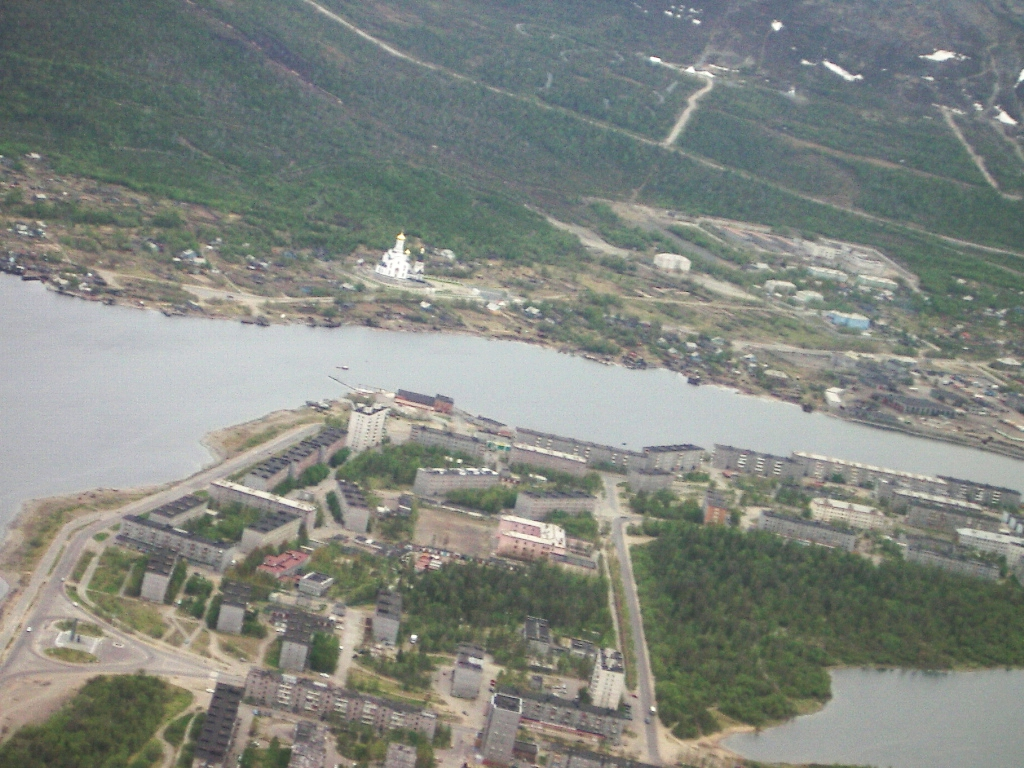
Фото с высоты птичьего полёта

Мончегорск расположен за Полярным кругом, на северном склоне горного массива Мончетундра, на берегу живописных озёр Имандра и Лумболка.
Южнее города находятся поросли кустарников: ивы и берёзы. В конце XX века здесь была техногенная пустошь — результат влияния выбросов комбината «Североникель». Огромная площадь сопок была занята обожжёнными скалами и остовами деревьев. В последние годы ситуация заметно поменялась вследствие установки новых фильтров на комбинате. Вдоль дороги растёт молодой лес. В окрестностях города появляются медведи, зайцы, лисы и куропатки, а символ города — лось — встречается на берегах Имандры, в районе Солдатских горок, местном районе рекреации.
Несмотря на географическое расположение, город не находится в зоне вечной мерзлоты.

### Климат
В Мончегорске переходный климат от умеренно-холодного, до морского. В течение года значительное количество осадков. По классификации Кёппена — субарктический климат (индекс Dfc) с коротким прохладным летом и постоянным увлажнением в течение года.
| Показатель                                                              | Янв.  | Фев.  | Март  | Апр.  | Май   | Июнь | Июль | Авг. | Сен. | Окт.  | Нояб. | Дек.  | Год   |
| ----------------------------------------------------------------------- | ----- | ----- | ----- | ----- | ----- | ---- | ---- | ---- | ---- | ----- | ----- | ----- | ----- |
| Абсолютный максимум, °C                                                 | 8,0   | 8,9   | 12,0  | 17,1  | 30,6  | 33,0 | 31,1 | 30,1 | 24,3 | 17,9  | 14,0  | 7,7   | 33,0  |
| Средний суточный максимум, °C                                           | −5,4  | −2,4  | −1,3  | 2,8   | 8,9   | 14,6 | 19,6 | 14,0 | 10,1 | 5,6   | 0     | −3,8  | 4,6   |
| Средняя температура, °C                                                 | −12,5 | −11,3 | −6    | −0,2  | 6     | 12,5 | 16,7 | 14   | 8,3  | 1,7   | −3,5  | −8    | 1,5   |
| Средний суточный минимум, °C                                            | −14,7 | −14,3 | −10,8 | −5    | −0,4  | 5,8  | 10,3 | 8,9  | 4,8  | −0,8  | −7    | −11,3 | −2,5  |
| Абсолютный минимум, °C                                                  | −43,2 | −40   | −32,8 | −26,5 | −17,2 | −3,8 | 1,7  | −1,5 | −5   | −16,2 | −33,9 | −39   | −43,2 |
| Среднее число дней с осадками                                           | 7     | 7     | 7     | 7     | 10    | 10   | 10   | 10   | 9    | 10    | 8     | 9     | 104   |
| Норма осадков, мм                                                       | 35    | 33    | 36    | 37    | 51    | 69   | 78   | 70   | 64   | 62    | 43    | 41    | 619   |
| Средняя влажность, %                                                    | 86    | 86    | 84    | 80    | 74    | 70   | 75   | 80   | 85   | 92    | 91    | 88    | 83    |
| Источник: Средние температуры и осадки, Абсолютные минимумы и максимумы |       |       |       |       |       |      |      |      |      |       |       |       |       |

С 2011 по 2021 год средняя температура Мончегорска составляет +1,3 °С. Самый жаркий месяц — июль, со средней температурой +16,7 °С , максимальная средняя температура составляет +19,6 °С, а минимальная средняя температура — +11,9 °C. Самый холодный месяц — январь, со средней температурой -14,7 °C , максимальная средняя температура — -8,7 °С, тогда как минимальная средняя температура составляет -19,9 °С.

## История

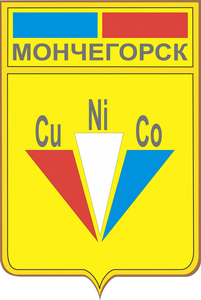
Советский герб Мончегорска

В 1935 году в связи с разработкой медно-никелевых месторождений из населённого пункта Монча-Губа был образован рабочий посёлок Мончегорск.
27 августа 1937 года был издан приказ НКВД СССР «Об организации лагерного отделения на строительстве никелевого завода в Монче-Тундре».
20 сентября 1937 года посёлок становится городом, крупным центром медно-никелевой промышленности. В 1938—1949 годах Мончегорск был центром одноимённого района. 9 декабря 1949 года Мончегорск относят к городам областного подчинения. 5 сентября 1958 года в городскую черту Мончегорска включёны посёлки Малая Сопча, Тростниковый.
День города мончегорцы отмечают в третье воскресенье сентября.

## Население
| 1939    | 1959    | 1967    | 1970    | 1979    | 1987    | 1989    | 1992    | 1996    |
| ------- | ------- | ------- | ------- | ------- | ------- | ------- | ------- | ------- |
| 28 450  | ↗45 523 | ↗53 000 | ↘45 980 | ↗51 401 | ↗65 000 | ↗68 652 | ↘68 200 | ↘61 300 |
| 1998    | 2002    | 2003    | 2005    | 2006    | 2007    | 2009    | 2010    | 2011    |
| ↘58 700 | ↘52 242 | ↘52 200 | ↘50 700 | ↘50 100 | ↘49 400 | ↘48 062 | ↘45 361 | ↘45 253 |
| 2012    | 2013    | 2014    | 2015    | 2016    | 2017    | 2018    | 2019    | 2020    |
| ↘44 643 | ↘44 007 | ↘43 470 | ↘43 213 | ↘42 893 | ↘42 581 | ↘42 099 | ↘41 482 | ↘41 145 |
| 2021    | 2023    |         |         |         |         |         |         |         |
| ↘39 962 | ↘39 477 |         |         |         |         |         |         |         |

На 1 января 2025 года по численности населения город находился на 384-м месте из 1124 городов Российской Федерации.

### Гендерный состав
Численность населения, проживающего на территории населённого пункта, по данным Всероссийской переписи населения 2010 года составляет 45361 человек, из них 20450 мужчин (45,1 %) и 24911 женщин (54,9 %).

### Национальный состав
По итогам переписи населения 2020 года проживали следующие национальности (национальности менее 0,1 % и другое, см. в сноске к строке «Другие»):
| Национальность | Численность, чел. | Доля    |
| -------------- | ----------------- | ------- |
| Русские        | 29 812            | 74,60 % |
| Украинцы       | 548               | 1,37 %  |
| Азербайджанцы  | 439               | 1,10 %  |
| Белорусы       | 205               | 0,51 %  |
| Татары         | 147               | 0,37 %  |
| Армяне         | 139               | 0,35 %  |
| Чуваши         | 59                | 0,15 %  |
| Молдаване      | 43                | 0,11 %  |
| Другие         | 8570              | 21,44 % |
| Итого          | 39 962            | 100 %   |

## Учреждения
- Мончегорский политехнический колледж (Образовательная организация, основанная в 1945 году. Объединившая ныне: ПУ № 8, ПЛ № 5, Мончегорский технологический колледж)
- Северный колледж физической культуры и спорта
- Мончегорский музей цветного камня имени В. Н. Дава
- Музей истории города
- Шесть библиотек г. Мончегорска[37]
- Детская музыкальная школа Им. М. М. Сакадынца г. Мончегорска
- Детская школа искусств им. В. И. Воробья г. Мончегорска
- Мончегорский межрайонный центр социальной поддержки населения
- Мончегорское специальное учебно-воспитательное учреждение закрытого типа
- Визит. Имандра — туристический информационный проект про природу, активный отдых и спорт, представленный Агентством Развития Мончегорска[38]

## Транспорт
Мончегорск соединён железной дорогой со станцией Оленегорск на линии Санкт-Петербург — Мурманск. В городе действует грузовая железнодорожная станция «Мончегорск».
По западной окраине города проходит автомобильная трасса «Кола» (Санкт-Петербург — Мурманск).
Действуют 10 маршрутов городского автобусов, из них 5 обслуживает Автоколонна № 1442, филиал АО Мурманскавтотранс. Подвижной состав ЛиАз 5292, МАЗ 103. Также действуют маршрутные такси.

## Средства массовой информации

### Телевидение
| ТВК | телеканал              |
| --- | ---------------------- |
| 1   | Россия К               |
| 3   | ТВ21+                  |
| 7   | Первый канал           |
| 10  | Россия 1 / ГТРК Мурман |
| 23  | Цифровой пакет РТРС-1  |
| 26  | Матч ТВ                |
| 38  | НТВ                    |
| 41  | Цифровой пакет РТРС-2  |

### Радиостанции
| FM (МГц) | Название                   |
| -------- | -------------------------- |
| 99,5     | Радио Шансон               |
| 100,5    | Радио Рекорд               |
| 101,2    | Дорожное радио             |
| 102,3    | Большое радио              |
| 102,9    | Европа Плюс                |
| 103,8    | Русское радио              |
| 104,8    | Love Radio                 |
| 105,2    | Радио Монте-Карло          |
| 106,1    | Ретро FM                   |
| 107,5    | Радио России / ГТРК Мурман |
| 107,9    | Авторадио                  |

## Спорт и фестивали
- Фестиваль северной культуры «Имандра». Он представляет собой формат семейного праздника под открытым небом. Один из крупнейших летних фестивалей Мурманской области. Проводится в Мончегорске с 2018 года. Фестиваль посвящен народам Севера и представляет собой историческую реконструкцию средневекового поселения. В августе 2024 года событие посетило около 20 тысяч человек.[39]
- Клуб по хоккею с мячом «Ко́льская ГМК»
- Забег на Кольском полуострове по пересеченной местности под покровом ночи в период северного сияния «Moncha Night Trail»[40]

## Памятники Мончегорска

Скульптура «Лось» — символ Мончегорска

Памятник Первопроходцам Мончетундры

Первым памятником в городе в 1945 году стал монумент А. А. Жданову на площади Пяти Углов. В 1952 году он был перенесён (а позже и утрачен), а в 1958 году на его месте открыли скульптуру «Лось» (скульпторы Б. Я. Воробьёв и А. В. Дегтярёв, архитектор С. Е. Бровцев), ставшую символом Мончегорска. В 1977 году на центральной площади был установлен памятник Первопроходцам Мончетундры, заложенный ещё 10 лет назад (скульптор Г. А. Глухих, архитектор Ф. С. Таксис). На первом месте памятнику удалось отстоять лишь 4 года и уже в 1981 году он был перенесён на въезд в город. Его место в тот же год занял памятник В. И. Ленину (скульптор Л. Е. Кербель, архитекторы Е. И. Кутырев, И. А. Неруш). В 1978 году в конце проспекта Металлургов на набережной Имандры открылся памятник защитникам Заполярья (скульптор В. Е. Королёв, архитектор М. Т. Горелик). В 1987 году был установлен памятный знак героям-комсомольцам.
В постсоветское время в городе появились скульптура «Воин коленопреклонный» (1992, скульптор А. А. Королюк), обелиск «Защитникам Отечества» (2003, автор В. Краснослободцев); памятник участникам боевых действий, локальных войн и вооруженных конфликтов (2016); мемориал «Павшие ради живых» (2020); а также инсталляция — «Поэтическая табуретка» (2015, автор О. Китаева, скульптор С. В. Чернов), символизирующая начало творческого пути поэта.
Также в городе насчитывается более 50 мемориальных досок.

## Почётные граждане города
С 1966 года в Мончегорске высшей наградой города является звание Почётного гражданина Мончегорска. Этого звания на начало 2023 года удостоены 49 человек, среди них полный кавалер Ордена Трудовой Славы Анатолий Прокофьевич Долгий, лауреаты Ленинской премии Владимир Яковлевич Позняков и Георгий Павлович Лешке, Герой Социалистического Труда Анастасий Степанович Брюханов, генерал-майор Игорь Демьянович Стаценко.

## Мончегорск в культуре
В Мончегорске были сняты фильмы «Город в тундре» (1939) и «Золото» (1969); проводилась часть съёмок фильма «Левиафан» (2014).

## Города-побратимы
- Сортланн[57]
- Эльвсбюн[57]